# Nemeske
Nemeske község Baranya vármegyében, a Szigetvári járásban.

## Fekvése
Szigetvár vonzáskörzetében helyezkedik el, a város központjától mintegy 9 kilométerre nyugat-délnyugati irányban. A szomszédos települések: észak felől Merenye és Tótszentgyörgy, kelet felől Molvány, dél felől Kistamási, délnyugat felől Pettend, nyugat felől pedig Nagydobsza.

### Megközelítése
Közigazgatási területén áthalad a 6-os főút, így azon az ország távolabbi részei felől is könnyen elérhető. A főút azonban csak Görösgal nevű településrészét érinti, központját észak felől elkerüli, így oda közúton csak egy közel két kilométeres bekötőúton, az 58 109-es számú mellékúton lehet eljutni (ez az út innen még továbbvezet Kistamásiba és azon át Pettend központjáig).
A hazai vasútvonalak közül a települést a Murakeresztúr–Szentlőrinc-vasútvonal érinti, melynek egy megállási pontja van itt; Nemeske megállóhely a belterület északi szélétől nem messze helyezkedik el, a faluba vezető bekötőút keleti oldalán.

## Története
Nemeske nevét az oklevelek 1492-ben említették először. Nevét valószínűleg a faluban élő sok kisnemes után kaphatta.
A nagyrészt magyarlakta település a török időkben is lakott maradt. A török közigazgatási beosztásban Görösgal járási székhely lett. Az 1565-1566 évi török adólajstrom adatai szerint a községben ekkor mindössze 10 ház állt. 1666-ban a Zrínyiek lettek birtokosai, 1746-ban a Batthyány család volt a település birtokosa.
A 18. század végén a település határában erdőt műveltek, valamint búzát, rozst és hajdinát termesztettek. Utóbbi növényhez kapcsolódik egy, a környékben ismert „falucsúfoló legenda”, amely szerint egy alkalommal a nemeskeiek, miután a Beeső csárdában jól felöntöttek a garatra, tónak nézték az egyik virágzó hajdinamezőt, és levetkőztek, hogy átússzák. Ebből eredt a szomszédos falvakban gyakran ismételgetett mondás: „a nömöskeiek megúszták a hajdinát”.
Nemeskéhez tartozik Görösgal puszta is. Itt áll az a kúria, melyet még a 13. században épített a Nádasy család, a kúria később a Stephaits családé lett.
A 20. század elején Nemeske Somogy vármegye Szigetvári járásához tartozott.
Az 1910-ben végzett népszámlálás adatai szerint Nemeskének ekkor 552 lakosa volt, melyből 548 volt a magyar. Ebből 242 római katolikus, 295 református, 45 izraelita volt.
Az 1950-es megyerendezéssel a korábban Somogy vármegyéhez tartozó települést a Szigetvári járás részeként Baranyához csatolták.
A 2001-es év adatai szerint 298 lakosa volt a településnek.

## Közélete

### Polgármesterei
- 1990–1994: Dr. Gyuró Béla (SZDSZ)[5]
- 1994–1998: Dr. Gyuró Béla (KDNP)[6]
- 1998–2002: Kaizer Antal (független)[7]
- 2002–2006: Kaizer Antal (független)[8]
- 2006–2008: Tóth Péterné (független)[9]
- 2008–2010: Tóth Péterné (független)[10]
- 2010–2014: Tóth Péterné (független)[11]
- 2014–2019: Tóth Péterné (független)[12]
- 2019–2024: Modensziederné Berta Szilvia (független)[13]
- 2024– : Módensziederné Berta Szilvia (független)[1]

A településen 2008. május 25-én időközi polgármester-választást (és képviselő-testületi választást) tartottak, az előző képviselő-testület önfeloszlatása miatt. A választás két polgármesterjelöltje között a hivatalban lévő településvezető is elindult, és meg is nyerte azt.

## Népesség
A település népességének változása:
| Lakosok száma | 229  | 226  | 224  | 205  | 200  | 218  | 220  | 209  |
|               | 2013 | 2014 | 2015 | 2019 | 2021 | 2022 | 2023 | 2024 |

A 2011-es népszámlálás során a lakosok 99,6%-a magyarnak, 11% cigánynak, 0,8% németnek, 0,4% szlováknak mondta magát (0,4% nem nyilatkozott; a kettős identitások miatt a végösszeg nagyobb lehet 100%-nál). A vallási megoszlás a következő volt: római katolikus 55,1%, református 14,8%, evangélikus 0,4%, görögkatolikus 0,4%, felekezeten kívüli 22% (6,4% nem nyilatkozott).
2022-ben a lakosság 92,7%-a vallotta magát magyarnak, 1,8% cigánynak, 0,9% horvátnak, 0,9% szerbnek, 0,9% németnek, 0,5% ukránnak, 0,5% bolgárnak, 1,8% egyéb, nem hazai nemzetiségűnek (7,3% nem nyilatkozott; a kettős identitások miatt a végösszeg nagyobb lehet 100%-nál). Vallásuk szerint 11% volt református, 9,6% római katolikus, 0,9% egyéb katolikus, 4,6% felekezeten kívüli (72,9% nem válaszolt).

## Nevezetességei
- Református temploma 1792-ben épült késő barokk stílusban.
- Római katolikus templom, Görösgal.